# Груйца
Груйца (рум. Gruița) — село у повіті Долж в Румунії. Входить до складу комуни Гоєшть.
Село розташоване на відстані 182 км на захід від Бухареста, 20 км на північ від Крайови.

## Населення
За даними перепису населення 2002 року у селі проживали 3 особи.